# Olgania
Olgania es un género de arañas araneomorfas de la familia Micropholcommatidae. Se encuentra en Tasmania.

## Lista de especies
Según The World Spider Catalog 12.0:
- Olgania cracroft Rix & Harvey, 2010
- Olgania eberhardi Rix & Harvey, 2010
- Olgania excavata Hickman, 1979
- Olgania troglodytes Rix & Harvey, 2010
- Olgania weld Rix & Harvey, 2010